# 国籍別による宇宙飛行の年表
国籍別による宇宙飛行の年表（英: Timeline of space travel by nationality）
ソビエト連邦によって初の有人宇宙飛行が成し遂げられてから、38カ国の国民が宇宙飛行を行った。このリストでは、それらの国にとって初の宇宙飛行ミッションとその日付を列挙した。38人中、女性は3人である。
なお、これら宇宙飛行士の国籍は打上げ時の国籍であり、日付は全て協定世界時（UTC）に依存する。
太字で国名が書かれているものは、自国の能力によって宇宙飛行を行った国である。

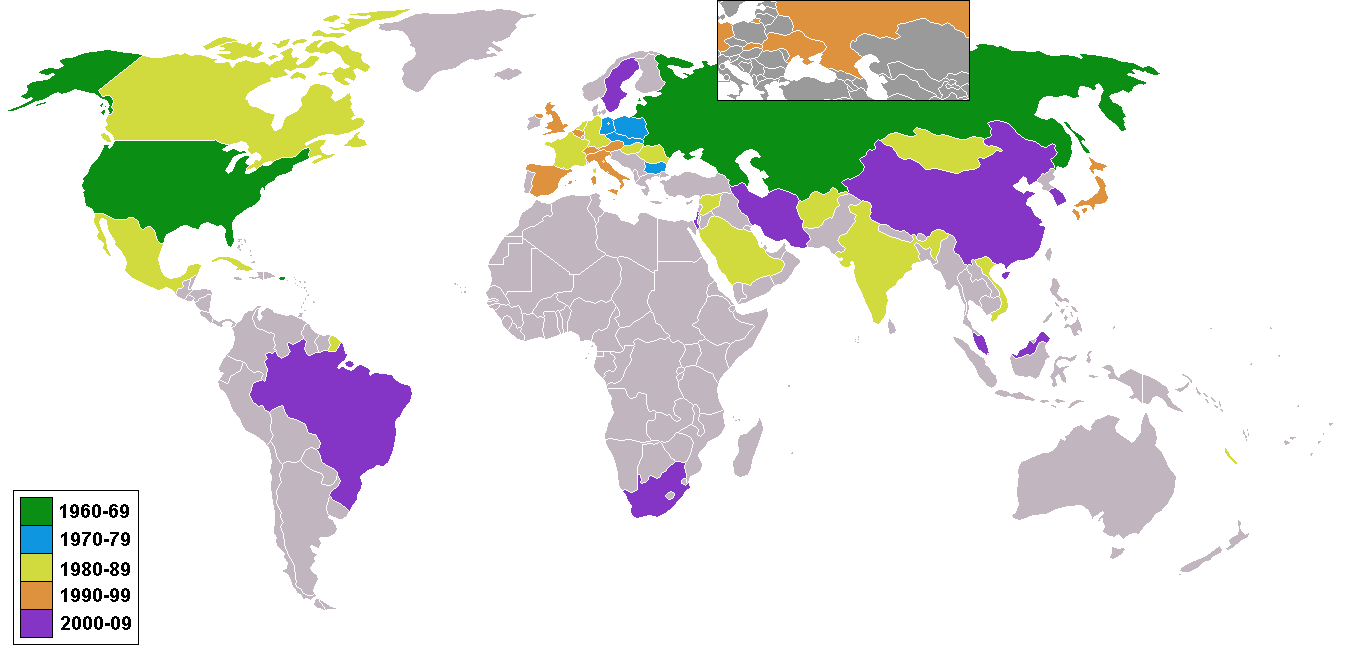
国民が宇宙へ行った年代別の地図（2008年4月）

| #        | 国                       | 名前                                                  | 飛行              | 日付 (UTC)     |
| -------- | ------------------------ | ----------------------------------------------------- | ----------------- | -------------- |
| 1960年代 |                          |                                                       |                   |                |
| 1        | ソビエト連邦             | ユーリ・ガガーリン                                    | ボストーク1号     | 1961年4月12日  |
| 2        | アメリカ                 | アラン・シェパード                                    | MR-3              | 1961年5月5日   |
| 1970年代 |                          |                                                       |                   |                |
| 3        | チェコスロバキア         | ウラジミル・レメック                                  | ソユーズ28号      | 1978年3月2日   |
| 4        | ポーランド               | ミロスワフ・ヘルマシェフスキ                          | ソユーズ30号      | 1978年6月27日  |
| 5        | 東ドイツ                 | ジークムント・イェーン                                | ソユーズ31号      | 1978年8月26日  |
| 6        | ブルガリア               | ギオルギー・イワノフ                                  | ソユーズ33号      | 1979年4月10日  |
| 1980年代 |                          |                                                       |                   |                |
| 7        | ハンガリー               | ファルカシュ・ベルタラン                              | ソユーズ36号      | 1980年5月26日  |
| 8        | ベトナム                 | ファム・トゥアン                                      | ソユーズ37号      | 1980年7月23日  |
| 9        | キューバ                 | アルナルド・タマヨ・メンデス                          | ソユーズ38号      | 1980年9月18日  |
| 10       | モンゴル                 | ジェクテルデミット・グラグチャ                        | ソユーズ39号      | 1981年3月22日  |
| 11       | ルーマニア               | ドゥミトール・プルナリウ                              | ソユーズ40号      | 1981年5月14日  |
| 12       | フランス                 | ジャン＝ルー・クレティエン                            | ソユーズT-6       | 1982年6月24日  |
| 13       | 西ドイツ                 | ウルフ・メルボルト                                    | STS-9             | 1983年11月28日 |
| 14       | インド                   | ラケッシュ・シャルマ                                  | ソユーズT-11      | 1984年4月3日   |
| 15       | カナダ                   | マーク・ガーノー                                      | STS-41-G          | 1984年10月5日  |
| 16       | サウジアラビア           | スルタン・アウ＝サウド                                | STS-51-G          | 1985年6月17日  |
| 17       | オランダ                 | ウッボ・オッケルス                                    | STS-61-A          | 1985年10月30日 |
| 18       | メキシコ                 | ロドルフ・ネリー・ヴェラ                              | STS-61-B          | 1985年11月26日 |
| 19       | シリア                   | ムハンマド・ファーリス                                | ソユーズTM-3      | 1987年7月22日  |
| 20       | アフガニスタン           | アブドゥルアフド・ムハンマド                          | ソユーズTM-6      | 1988年8月29日  |
| 1990年代 |                          |                                                       |                   |                |
| 21       | 日本                     | 秋山豊寛                                              | ソユーズTM-11     | 1990年12月2日  |
| 22       | イギリス                 | ヘレン・シャーマン                                    | ソユーズTM-12     | 1991年5月18日  |
| 23       | オーストリア             | フランツ・フィーベック                                | ソユーズTM-13     | 1991年10月2日  |
| 24       | ロシア                   | アレクサンドル・カレリ アレクサンドル・ヴィクトレンコ | ソユーズTM-14     | 1992年3月17日  |
| 25       | ベルギー                 | ディルク・フリム                                      | STS-45            | 1992年3月24日  |
| 26       | イタリア                 | フランコ・マレルバ                                    | STS-46            | 1992年7月31日  |
| 27       | スイス                   | クロード・ニコリエ                                    | STS-46            | 1992年7月31日  |
| 28       | ウクライナ               | レオニド・カデニューク                                | STS-87            | 1997年11月19日 |
| 29       | スペイン                 | ペドロ・デュケ                                        | STS-95            | 1998年10月29日 |
| 30       | スロバキア               | イヴァン・ベラ                                        | ソユーズTM-29     | 1999年2月20日  |
| 2000年代 |                          |                                                       |                   |                |
| 31       | 南アフリカ               | マーク・シャトルワース                                | ソユーズTM-34     | 2002年4月25日  |
| 32       | イスラエル               | イラン・ラモーン                                      | STS-107           | 2003年1月16日  |
| 33       | 中国                     | 楊利偉                                                | 神舟5号           | 2003年10月15日 |
| 34       | ブラジル                 | マルコス・ポンテス                                    | ソユーズTMA-8     | 2006年3月30日  |
| 35       | イラン                   | アニューシャ・アンサリ                                | ソユーズTMA-9     | 2006年9月18日  |
| 36       | スウェーデン             | クリステル・フォーグレサング                          | STS-116           | 2006年12月10日 |
| 37       | マレーシア               | シェイク・ムザファ・シュコア                          | ソユーズTMA-11    | 2007年10月10日 |
| 38       | 韓国                     | 李素妍                                                | ソユーズTMA-12    | 2008年4月8日   |
| 2010年代 |                          |                                                       |                   |                |
| 39       | デンマーク               | アンドレアス・モーゲンセン                            | ソユーズTMA-18M   | 2015年9月2日   |
| 40       | カザフスタン             | アイディン・アイムベトフ                              | ソユーズTMA-18M   | 2015年9月2日   |
| 41       | アラブ首長国連邦         | ハザ・アル・マンスーリ                                | ソユーズMS-15     | 2019年9月25日  |
| 2020年代 |                          |                                                       |                   |                |
| 42       | オーストラリア           | Chris Boshuizen                                       | Blue Origin NS-18 | 2021年10月13日 |
| 43       | ポルトガル               | マリオ・フェレイラ                                    | Blue Origin NS-22 | 2022年8月4日   |
| 44       | エジプト                 | Sara Sabry                                            | Blue Origin NS-22 | 2022年8月4日   |
| 45       | アンティグア・バーブーダ | Keisha Schahaff Anastatia Mayers                      | Galactic 02       | 2023年8月10日  |
| 46       | パキスタン               | ナミラ・サリム                                        | Galactic 04       | 2023年10月6日  |
| 47       | トルコ                   | アルペル・ゲゼラヴチ                                  | Axiom Mission 3   | 2024年1月18日  |
| 48       | ノルウェー               | マーカス・ヴァント                                    | Axiom Mission 3   | 2024年1月18日  |
| 49       | ベラルーシ               | マリーナ・ヴァシレフスカヤ                            | ソユーズMS-25     | 2024年3月23日  |

## 備考
上記のリストは打上げ時におけるその人物の国籍によって記載されている。これと異なる基準によっては以下の人物が含まれる場合がある。
- パーヴェル・ポポーヴィチ（初飛行：1962年8月12日）は宇宙にいった初のウクライナ生まれの人物。当時ウクライナはソ連の一部だった。
- マイケル・コリンズ（初飛行：1966年7月18日）はイタリア生まれでアメリカの両親を持つ。飛行時はアメリカ市民だった。
- ウィリアム・アンダース（初飛行：1968年12月21日）はアメリカ国民で、宇宙に行った初の香港生まれの人物。
- ウラジーミル・シャタロフ（初飛行：1969年1月14日）は宇宙に行った初のカザフスタン生まれの人物。当時カザフスタンはソ連の一部だった。
- Bill Pogue（初飛行：1973年11月16日）は宇宙に行った初のインディアンと主張している。John Herringtonも参照。
- ピョートル・クリムク（初飛行：1973年12月18日）は宇宙に行った初のベラルーシ生まれの人物。当時ベラルーシはソ連の一部だった。
- ウラジーミル・ジャニベコフ（初飛行：1978年3月16日）は宇宙に行った初のウズベキスタン生まれの人物。当時ウズベキスタンはソ連の一部だった。
- Paul D. Scully-Power（初飛行：1984年10月5日）はオーストラリア生まれだが、宇宙飛行時はアメリカ国民だった。
- エリソン・オニヅカ（初飛行：1985年1月24日）はアメリカで生まれたが、日系アメリカ人3世である。
- Taylor Gun-Jin Wang（初飛行：1985年4月29日）は中国生まれで、中国人の両親を持つが、宇宙飛行時はアメリカ国民だった。
- Lodewijk van den Berg（初飛行：1985年4月29日）はオランダ生まれだが、宇宙飛行時はアメリカ国民だった。
- Patrick Baudry（初飛行：1985年6月17日）はフランス領Cameroun（現在はカメルーンの一部）で生まれたが、宇宙飛行時はフランス国民だった。
- シャノン・ルシッド（初飛行：1985年6月17日）は中国生まれで、ヨーロッパ系アメリカ人の両親を持つが、宇宙飛行時はアメリカ国民だった。
- フランクリン・チャン＝ディアス（初飛行：1986年1月12日）はコスタリカ生まれだが、宇宙飛行時はアメリカ国民だった。
- ムサ・マナロフ（初飛行：1987年12月21日）は宇宙に行った初のアゼルバイジャン生まれの人物。当時アゼルバイジャンはソ連の一部だった。
- アナトリー・ソロフィエフ（初飛行：1988年6月7日）は宇宙に行った初のラトビア生まれの人物。当時ラトビアはソ連の一部だった。
- トクタル・アウバキロフ（初飛行：1991年10月2日）は宇宙に行った初のカザフ民族。
- James H. Newman（初飛行：1993年9月12日）はアメリカ国民で、太平洋諸島信託統治領（現ミクロネシア連邦）で生まれた。
- Frederick W. Leslie（初飛行：1995年10月20日）はアメリカ国民で、パナマ運河地帯（現パナマ）で生まれた。
- アンディ・トーマス（初飛行：1996年5月19日）はオーストラリア生まれだが、宇宙飛行時はアメリカ市民だった。
- Carlos I. Noriega（初飛行：1997年5月15日）はペルー生まれだが、宇宙飛行時はアメリカ市民だった。
- Bjarni Tryggvason（初飛行：1997年8月7日）はアイスランド生まれだが、宇宙飛行時はカナダ国民だった。
- Salizhan Sharipov（初飛行：1998年1月22日）はキルギス（当時キルギス・ソビエト社会主義共和国）生まれだが、宇宙飛行時はロシア国民だった。Sharipovはウズベクの家系に生まれた。
- Philippe Perrin（初飛行：2002年6月5日）はモロッコ生まれだが、宇宙飛行時はフランス国民だった。
- John Herrington（初飛行：2002年11月24日）はアメリカ国民で、初の部族公認（tribal registered）のインディアン（チカソー）である。上記のBill Pogueも参照。
- フョードル・ユールチキン（初飛行：2002年10月7日）はグルジア（当時グルジア・ソビエト社会主義共和国）で生まれたが、宇宙飛行時はロシア市民だった。ポントス人の子孫。
- Joseph M. Acaba（初飛行：2009年3月15日）はアメリカで生まれたが、プエルトリコ系の両親を持つ。